# 薩爾達什特 (胡齊斯坦省)
薩爾達什特是伊朗的城市，位於該國西南部札格羅斯山脈西部山腳，由胡齊斯坦省負責管轄，距離首府阿瓦士約175公里，處於首都德黑蘭西南590公里，海拔高度174米，2006年人口4,972。